# Власов, Василий Григорьевич
Василий Григорьевич Власов (1896—1959) — советский учёный-кораблестроитель, педагог. Инженер-контр-адмирал (04.06.1940). Доктор технических наук (1957), профессор (1935).

## Биография
Василий Григорьевич Власов родился 1 [13] февраля 1896 года в Твери в семье машиниста паровоза.
В 1906 году окончил Тверское городское начальное училище имени А. С. Пушкина, а в 1914 году — Тверскую гимназию.
В 1914 году поступил в Морское инженерное училище в Кронштадте, которое окончил в августе 1918 года. С Василия Власова, также как и с других восьми выпускников училища данного года были взяты подписки о том, что они «…будут служить во флоте полтора года за каждый год обучения в училище». Освоил три иностранных языка (английский, немецкий и французский) для изучения современной научной литературы в подлиннике. Дополнительно к учебным занятием самостоятельно глубоко изучал математику и теоретическую механику.
В июне—октябре 1918 года работал помощником начальника цеха в Новом Адмиралтействе в Петрограде, затем учился на Соединённых курсах комсостава РККФ, которые окончил в апреле 1920 года. В июле—октябре 1919 года откомандирован в Саратов, где был начальником ремонта судов Астраханско-Каспийской военной флотилии. В апреле—декабре 1920 года был помощником председателя расценочной комиссии в Петроградском военном порту, а в декабре 1920 года направлен заместителем начальника в Севастопольское управление судоподъёма. С января 1922 года — помощник начальника дистанции аварийных доков Главного военного порта Балтийского моря.
С августа 1922 по декабрь 1925 года — преподаватель Военно-морского инженерного училища в Ленинграде. С 1923 года — декан кораблестроительного факультета этого училища.
С декабря 1925 года — начальник аварийных доков Балтийского моря. С июня 1926 года — начальник Технического бюро судоремонтного завода в Кронштадте.
С апреля 1928 года — член кораблестроительной секции Научно-технического комитета Управления ВМС, который тогда возглавлял Ю. А. Шиманский. К 1928 году относится опубликование первых научных работ В. Г. Власова.
С ноября 1929 года служил в Высшем военно-морском инженерном училище имени Ф. Э. Дзержинского: помощник начальника отдела, с октября 1931 года — начальник кораблестроительного факультета, с февраля 1933 года — преподаватель, с апреля 1934 года — начальник кафедры теории корабля. Одновременно вёл преподавательскую работу и в других вузах Ленинграда: в 1930 году был доцентом Ленинградского горного, в 1933—1937 годах — доцентом и начальником кафедры теории корабля Ленинградского кораблестроительного институтов. В 1935 году В. Г. Власову было присвоено учёное звание профессора.
С июля 1938 года — начальник кафедры теории корабля Военно-морской академии РККФ имени К. Е. Ворошилова. 16 мая 1939 года ему было присвоено воинское звание инженер-флагман 3-го ранга, а при введении генеральских и адмиральских званий в СССР 4 июня 1940 года присвоено воинское звание инженер-контр-адмирал.
С июня 1940 года — заместитель начальника Научно-технического комитета ВМФ, с октября 1941 года — начальник 4-го отдела Управления кораблестроения ВМФ. С марта 1943 года — начальник кафедры теории корабля, с сентября того же года — начальник кораблестроительного факультета Военно-морского инженерного училища им. Ф. Э. Дзержинского. В годы Великой Отечественной войны в первые месяцы войны работал в Ленинграде, где был включён в состав Комиссии по обороне города, затем был эвакуирован вместе с личным составом НТК ВМФ, постоянно привлекался к участию в разработке способов решения наиболее сложных технических вопросов скорейшего восстановления повреждённых боевых кораблей, повышения живучести кораблей, судостроения и т. д.
С октября 1944 по 1954 год был постоянным консультантом Управления кораблестроения ВМФ.
В 1944—1946 годах — заведующий кафедрой теории корабля Ленинградского кораблестроительного института, специалист по теории мореходных качеств кораблей.
С 1954 года В. Г. Власов являлся постоянным консультантом при заместителе главнокомандующего ВМФ по кораблестроению. Дослужившись до адмиральского звания и выполняя важнейшие задачи оборонного характера, В. Г. Власов так и не вступил в Коммунистическую партию.
В 1957 году присвоена ученая степень доктора технических наук без защиты докторской диссертации по совокупности научных заслуг.
Один из ведущих деятелей советского военного судостроения. Наиболее важные исследования, продолжающие изыскания С. О. Макарова и А. Н. Крылова, относятся к вопросам  непотопляемости корабля. Он разработал теорию спуска корабля, используемая в СССР и за рубежом. Создал современный метод восстановления остойчивости повреждённого корабля (так называемый «практический способ спрямления»), изучал мореходные качества подводных лодок, качку корабля, работу успокоителей (известны разработанные в годы войны «диаграммы качки Власова»). Автор работ по проектированию и строительству кораблей, привлекался к созданию боевых кораблей всех основных классов, строившихся в СССР в 1930—1950-х годах. Особенно велик был его вклад в создание советских подводных лодок типов «Д», «Л», «Щ», «М», во время работы над проектами которых Власов отвечал за решение ряда принципиальных теоретических вопросов.
Скоропостижно скончался от инсульта 10 июля 1959 года в Ленинграде, похоронен на Большеохтинском кладбище.

## Награды
- Орден Ленина (21.02.1945)
- Два ордена Красного Знамени (03.11.1944, 06.11.1947)
- Орден Отечественной войны 1-й степени (08.07.1945)
- Медали[11].

## Память
- Именем В. Г. Власова назван боевой корабль Северного флота — морской минный тральщик «Контр-адмирал Власов» (1972—2004).
- На здании Главного Адмиралтейства, где в 1914—1944 годах учился и работал В. Г. Власов, установлена мемориальная доска[12].